# Rosen och vinden
"Rosen och vinden" är en låt skriven av Owe Thörnqvist. Den framfördes av Lily Berglund i Melodifestivalen 1963.